# Liszt Ferenc-díj

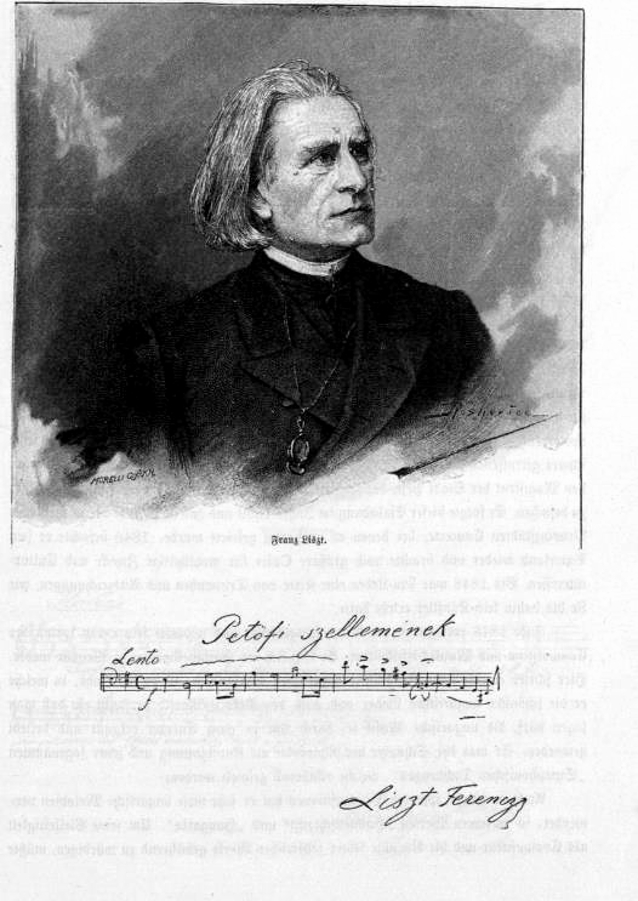
Liszt Ferenc „Petőfi szellemének”

A Liszt Ferenc-díj a magyar állam által adományozható legmagasabb zenei kitüntetés. Kiemelkedő zenei és előadó-művészeti tevékenység elismerésére adományozható állami kitüntetés. A Minisztertanács alapította 1952-ben.
A díjat évente, március 15-én, nyolc személy kaphatja. 1976-ig három fokozata volt. A kitüntetett adományozást igazoló okirattal pénzjutalmat és érmet kap.
1952–92 között: kétoldalas kerek bronzplakett. Előlapján a névadó jobbra néző portréjával, körülötte LISZT FERENC 1811–1886 felirattal. Hátlapján alul összekötött babérkoszorúban "LISZT FERENC DÍJ" felirattal. Madarassy Walter szobrászművész alkotása.
1992-től: egyoldalas kerek bronzplakett, átmérője 80, vastagsága 8 milliméter. A névadó jobbra néző, szembeforduló, domború arcképével és a LISZT FERENC-DÍJ felirattal van ellátva. Az érem Gáti Gábor szobrászművész alkotása.

## Díjazottak

### 2025
- Bogányi Tibor karmester, rendező;
- dr. Káel Norbert zongoraművész, a Liszt Ferenc Zeneművészeti Egyetem professzora, a Színház- és Filmművészeti Egyetem docense, a Virtuózok hivatalos zsűritagja;
- Pál Eszter, a Magyar Állami Népi Együttes énekes szólistája;
- Vadász Károly cimbalomművész, a Mága Zoltán Gypsy Virtuózok cimbalomszólistája;
- dr. Tóth-Vajna Gergely fortepianoművész, karmester, a Harmonia Caelestis Barokk Zenekar művészeti vezetője, a londoni Royal College of Music kutatója, és dr. Tóth-Vajna Zsombor orgona- és csembalóművész, karmester, a Harmonia Caelestis Barokk Zenekar művészeti vezetője, a londoni Royal College of Music kutatója, akik az elismerésben megosztva részesülnek.

### 2024
- Bellai Eszter operaénekes
- Corpus Harsona Kvartett – Pálinkás Péter harsonaművész
- Corpus Harsona Kvartett – Sütő András Mihály harsonaművész
- Corpus Harsona Kvartett – Gáspár Olivér harsonaművész
- Corpus Harsona Kvartett – Hegyi Gábor László harsonaművész
- Fábián Éva, az Óbudai Népzenei Iskola népi énektanára
- Fejérvári Zoltán zongoraművész
- Lukács Miklós cimbalomművész

### 2023
- Andrejszki Judit előadóművész, a Music4All Művészeti Kft. ügyvezető igazgatója
- Keszei Bori operaénekes, a Magyar Állami Operaház magánénekese
- Matuz Gergely fuvolaművész, a Pilisborosjenői Német Nemzetiségi Alapfokú Művészeti Iskola, és a Visegrádi Áprily Lajos Alapfokú Művészeti Iskola tanára, valamint a Pécsi Tudományegyetem doktorjelöltje
- Misztrál Együttes kimagasló értékteremtő munkásságukért, melyben magyar és külföldi költők verseinek megzenésítésével a "Misztrál hangzást" közvetítik a hallgatóság felé. Országjáró és külföldi színvonalas koncertjeikért, amelynek kiemelkedő csúcspontja a Regejáró Misztrál fesztivál. Az együttes tagjai: Heigl László, Heinczinger Miklós, Tóbisz Tinelli Tamás, Török Máté és Pusztai Gábor
- Sárközy Lajos hegedűművész, prímás, a Sárközi Lajos és Zenekara zenekarvezetője

### 2022
- Banda Ádám hegedűművész, a Liszt Ferenc Zeneművészeti Egyetem, vonós tanszék egyetemi adjunktusa
- Csáki András gitárművész, a Liszt Ferenc Zeneművészeti Egyetem habilitált egyetemi docense
- Fischl Mónika énekművész, a Budapesti Operettszínház színművésze
- Nagy Csaba tárogatóművész
- Számadó Gabriella a Magyar Állami Operaház operaénekes-nője

### 2021
- Harazdy Miklós zongorakísérő, korrepetitor, a Magyar Művészeti Akadémia köztestületi tagja
- Dénes István karmester, zeneszerző, zongoraművész
- Navratil Andrea énekesnő, előadóművész
- Baráth Emőke operaénekes
- valamint a díjat megosztva a Talamba Ütőegyüttes tagjai: Zombor Levente, V. Nagy Tamás, Szitha Miklós, Grünvald László

### 2020
- György Ádám zongoraművész
- Pfeiffer Gyula karmester
- Ruppert István orgonaművész, a Magyar Művészeti Akadémia nem akadémikus tagja
- Szamosi Szabolcs orgonaművész
- Várnagy Andrea zongoraművész

### 2019
- Érdi Tamás zongoraművész
- Hámori Máté karmester, az Óbudai Danubia Zenekar művészeti vezetője
- Létay Kiss Gabriella, a Magyar Állami Operaház magánénekese, szólistája
- Mága Zoltán hegedűművész
- Mocsári Károly zongoraművész, a monori Budai Imre Alapfokú Művészeti Iskola tanára
- Mohos Nagy Éva operaénekes, a Debreceni Egyetem Zeneművészeti Kar professor emeritája
- Ökrös Csaba hegedűművész, népzenegyűjtő, zeneszerző, a Liszt Ferenc Zeneművészeti egyetem művésztanára
- Paulik László hegedűművész, a Liszt Ferenc Zeneművészeti Egyetem tanára
- Radics Ferenc hegedűművész, a Hagyományok Háza, Magyar Állami Népi Együttes zenekarvezető prímása
- Szilasi Alex zongoraművész, a Károli Gáspár Református Egyetem tanára

### 2018
- Balog József zongoraművész
- Devichné Kovalszki Mária zongoraművész-tanár, korrepetitor, a Liszt Ferenc Zeneművészeti Egyetem egyetemi adjunktusa
- Kosztándi István, a Szegedi Szimfonikus Zenekar első koncertmestere és zenekari szólistája
- Oláh Vilmos hegedűművész, a Magyar Rádió Szimfonikus Zenekara első koncertmestere
- Pad Zoltán, a Magyar Rádió Énekkara vezető karnagya

### 2017
- Fülei Balázs, a Liszt Ferenc Zeneművészeti Egyetem adjunktusa, tanszékvezetője, zongoraművész
- Pálúr János, a Liszt Ferenc Zeneművészeti Egyetem adjunktusa, orgonaművész
- Schöck Atala operaénekes
- Szabó Soma, a Nyíregyházi Cantemus Kórus művészeti vezetője, karnagy
- Szalóki Ági énekesnő, előadóművész, dalszerző

### 2016
- Csík Gusztáv zongoraművész
- Klukon Edit zongoraművész
- Lajkó Félix hegedűművész
- Molnár Levente, a Magyar Állami Operaház operaénekese
- Herczku Ágnes, a Hagyományok Háza – Magyar Állami Népi Együttes előadóművésze

### 2015
- Balázs János zongoraművész, a Snétberger Zenei Tehetség Központ zongoratanára
- Horváth Mária, a Magyar Rádió Kórusának énekművésze
- Pál István, a Hagyományok Háza – Magyar Állami Népi Együttes zenekarvezető prímása, népzenész
- Dr. Ordasi Péter, a Debreceni Egyetem Zeneművészeti Kar oktatója, karnagy
- Várdai István gordonkaművész

### 2014
- Berkes Balázs előadóművész, nyugalmazott docens
- Déki Lakatos Sándor zenekarvezető, ügyvezető
- Kalló Zsolt hegedűművész, közép- és főiskolai tanár, művészeti vezető
- Pándy Piroska,p operaénekes
- Somos János Csaba tanár

### 2013
- Boldoczki Gábor trombitaművész
- Bretz Gábor operaénekes
- Bubnó Tamás karnagy, énekművész
- Rálik Szilvia operaénekes
- Zsoldos Béla ütőhangszeres művész

### 2012
- Bársony Péter brácsaművész
- Borbély Mihály jazzművész
- Dráfi Kálmán zongoraművész
- Farkas Gábor zongoraművész
- Fejér András harsonaművész
- Illényi Katica hegedűművész
- Soltészné Lédeczi Judit karnagy
- Záborszky Kálmán karmester

### 2011
- Baráti Kristóf hegedűművész
- Bergendy István zeneszerző, előadóművész, a Bergendy Együttes zenekarvezetője
- Dobozy Borbála csembalóművész, LFZE
- Kamp Salamon karnagy, Evangélikus Egyház, PTE
- Kobzos Kiss Tamás előadóművész
- Kőszegi Imre jazzművész, LFZE Jazz tanszék
- Szabó Péter csellóművész, Budapesti Fesztiválzenekar
- Szabóki Tünde operaénekes

### 2010
- Bali János furulyaművész, karnagy
- Csepregi Gyula György szaxofonművész
- Gábor József zongoraművész
- Kokas Katalin hegedűművész
- Kolonits Klára, a Magyar Állami Operaház operaénekese
- Máté Balázs gordonkaművész
- Tamási László András karnagy
- Tátrai Tibor zenész, gitáros

### 2009
- Faludi Judit gordonkaművész
- Farkas Rózsa cimbalomművész
- Fekete-Kovács Kornél trombitaművész
- Jobbágy Valér karnagy
- Neumayer Károly fúvószenekari karnagy
- Rácz István, a Magyar Állami Operaház magánénekese
- Török Géza, a Magyar Állami Operaház karmestere
- Zempléni Tamás, a Nemzeti Filharmonikus Zenekar kürtművésze.

### 2008
- Babos Gyula, a Liszt Ferenc Zeneművészeti Egyetem gitárművész-tanára
- Bálint János fuvolaművész
- Kovácsházi István operaénekes
- Lakner Tamás, a Pécsi Tudományegyetem Művészeti Kar Zeneművészeti Intézet karnagya
- Oberfrank Péter, a Liszt Ferenc Zeneművészeti Egyetem karmester-zongoraművésze
- Varga Zoltán, a Magyar Rádió Szimfonikus Zenekar kürtművésze
- Vashegyi György, a Liszt Ferenc Zeneművészeti Egyetem karmestere
- Virág Emese, a Liszt Ferenc Zeneművészeti Egyetem zongoraművésze

### 2007
- Dienes Gábor, a Magyar Telekom Szimfonikus Zenekar oboaművésze
- Dresch Mihály dzsesszmuzsikus, szaxofonművész
- Gráf Zsuzsanna, a Városmajori Gimnázium karnagya, zenetanára
- Horváth Anikó, a Liszt Ferenc Zeneművészeti Egyetem tanára, csembalóművész
- Rozmán Lajos klarinétművész
- Szeverényi Ilona cimbalomművész
- Szilvágyi Sándor, a Bartók Béla Zeneművészeti és Hangszerészképző Gyakorló Szakgimnázium gitárművész-tanára
- Vajda Júlia, a Szegedi Nemzeti Színház operaénekese
- Zámbó István karnagy

### 2006
- Fassang László orgonaművész
- Fekete Attila magánénekes
- Gyermánné Vass Ágnes hegedűművész, koncertmester
- Gyüdi Sándor, a Szegedi Szimfonikus Zenekar igazgató-karmestere
- Miklósa Erika opera-énekesnő
- Oláh Kálmán jazz-előadóművész
- Szebellédi Valéria tanár, karnagy
- Wiedemann Bernadett, a Magyar Állami Operaház magánénekese

### 2005
- Cserna Ildikó magánénekes
- Fenyő László gordonkaművész
- Kertész Attila karvezető, a Pécsi Tudományegyetem docense
- Kesselyák Gergely karmester
- Kiss Gy. László klarinétművész
- Kiss József oboaművész, a Liszt Ferenc Zeneművészeti Egyetem tanára
- Snétberger Ferenc gitárművész
- Szalai Antal népi zenekarvezető

### 2004
- Déri György gordonkaművész
- Eötvös József gitárművész
- Fried Péter magánénekes, Magyar Állami Operaház
- González Mónika operaénekes
- Hollerung Gábor a Budafoki Dohnányi Ernő Szimfonikus Zenekar zeneigazgatója
- Kovács István magánénekes
- Thész Gabriella karnagy
- Veér István klarinétművész
- Kertész Attila karnagy

### 2003
- Csalog Gábor zongoraművész
- Héja Domonkos, a Danubia Ifjúsági Szimfonikus Zenekar karmestere
- Járdányi Gergely nagybőgőművész, a Liszt Ferenc Zeneművészeti Egyetem tanára
- Kelemen Barnabás hegedűművész
- Király Csaba zongora- és orgonaművész
- Klenyán Csaba klarinétművész
- László Attila gitárművész, zeneszerző, a Liszt Ferenc Zeneművészeti Egyetem docense
- Mindszenty Zsuzsánna karnagy, az ELTE BTK Zenei Tanszékének főiskolai docense

### 2002
- Ágoston András hegedűművész
- Kerek Ferenc zongoraművész, a Szegedi Tudományegyetem Konzervatóriumának igazgatója
- Kiss-B. Atilla, a Magyar Állami Operaház magánénekese
- Németh Judit, a Magyar Állami Operaház magánénekese
- ifj. Sánta Ferenc hegedűművész, prímás
- Szesztay Zsolt karnagy, a Debreceni Egyetem Konzervatóriumának főiskolai tanára
- Egri–Pertis-duó
- Ewald Rézfúvósötös: Bakó Levente, Káip Róbert, Kelemen Tamás, Kovalcsik András, Tarkó Tamás

### 2001
- Hamar Zsolt karmester
- Ittzés Gergely fuvolaművész
- Janota Gábor fagottművész
- Kassai István zongoraművész
- Meláth Andrea énekművész
- Nagy Péter zongoraművész
- Szokolay Balázs zongoraművész
- Virágh András orgonaművész

### 2000
- Bogányi Gergely zongoraművész
- Hegedűs Endre zongoraművész
- Szvorák Katalin népdalénekes
- Temesi Mária operaénekes
- Vigh Andrea hárfaművész
- Auer vonósnégyes (Sipos Gábor, Berentés Zsuzsa, Tfirst Péter, Takács Ákos)

### 1999
- Berkesi Sándor karnagy
- Dobra János karnagy
- Ella István orgonaművész, karnagy
- Frankó Tünde énekművész
- Kocsár Balázs karmester
- Lendvay József hegedűművész

### 1998
- Antal Mátyás karigazgató, fuvolaművész
- Balázs Fecó rockzenész
- Bánfalvi Béla hegedűművész
- Berki László prímás (posztumusz kitüntetés)
- Fekete Veronika énekművész
- Gál Tamás karmester
- Gulyás Márta zongoraművész

### 1997
- Horváth Charlie énekes
- Kállai Kiss Ernő klarinét- és tárogatóművész

### 1996
- Bazsinka József tubaművész
- Bródy János énekes, dalszövegíró, zeneszerző
- Eckhardt Gábor zongoraművész
- Lakatos György fagottművész
- Rozgonyi Éva karnagy
- Verebics Ibolya énekművész

### 1995
- Csoóri Sándor zenész
- Dohos László katonakarmester
- Keller-vonósnégyes
- Maros Éva hárfaművész
- Muzsikás együttes népzene
- Sapszon Ferenc karnagy

### 1994
- Elekes Zsuzsa orgonaművész
- Gerendás Péter gitáros–előadó, zeneszerző
- Kertesi Ingrid operaénekes
- Kollár Éva, a Monteverdi Kórus karnagya
- Prunyi Ilona zongoraművész
- Sulyok Imre orgonaművész, zeneszerző és -tudós
- Tardy László karnagy

### 1993
- Cseh Tamás énekes
- Gyöngyössy Zoltán fuvolaművész
- Horváth László klarinétművész
- Szakály Ágnes cimbalomművész
- Szecsődi Ferenc hegedűművész

### 1992
- Baranyay László zongoraművész
- Bordás György operaénekes
- Erdei Péter karnagy
- Hőna Gusztáv Gábor harsonaművész
- Körmendi Klára zongoraművész
- Szabadi Vilmos hegedűművész

### 1991
- Dés László zeneszerző
- Gantner István táncművész
- Kováts Tibor táncművész
- Németh Pál karnagy
- Sebestyén Márta népdalénekes

### 1990
- Elek Tihamér fuvolaművész
- Hegyes Gabriella énekes
- Jankovits József operaénekes
- Nagy Zoltán balett-táncos
- Rohonyi Anikó operaénekes
- Rozsos István operaénekes
- Szamosi Judit balettművész
- Takács Tamara operaénekes
- Zákányi Zsolt karnagy

### 1989
- Jezerniczky Sándor táncos
- Kovács László karmester
- Szűcs Márta operaénekes
- Tóth János operaénekes
- Weninger Richárd hárfás, kamarazenész, zenepedagógus
- Zádori Mária énekművész

### 1988
- Csavlek Etelka operaénekes, keramikus
- Ligeti András hegedűművész
- Lovas Pál táncművész
- Misura Zsuzsa operaénekes
- Vikidál Gyula színész, énekes
- Volf Katalin balettművész

### 1987
- Berczelly István operaénekes
- Dévai Nagy Kamilla énekes
- Hágai Katalin táncművész
- Jancsovics Antal karmester
- Kállai Kiss Ernő klarinét- és tárogatóművész
- Kovács László, a Miskolci Szimfonikus Zenekar karnagya
- Perényi Eszter hegedűművész
- Somogyvári Erik táncművész
- Szakcsi Lakatos Béla dzsessz-zongorista
- Zempléni Mária operaénekes

### 1986
- Farkas István Péter harsonaművész
- Berkes Kálmán karmester
- Drahos Béla fuvolaművész
- Kovács Kati énekesnő, előadóművész, színművésznő, dalszövegíró
- Ladányi Andrea táncművész
- Szenthelyi Miklós hegedűművész
- Omega együttes (Ez az első alkalom, hogy egy könnyűzenei együttes kapja a rangos zenei elismerést.)[12]

### 1985
- Hara László fagottművész
- Kiss János balettművész
- Kovács János karmester
- Pitti Katalin operaénekes
- Szabó Dénes karnagy
- Szakály György táncművész

### 1984
- Benkó Sándor, Benkó Dixieland Band
- Friedrich Ádám kürtművész
- Molnár András operaénekes
- Szabadi Edit balettművész
- Szabó László karmester

### 1983
- Bangó Erzsébet táncos
- Kukely Júlia operaénekes
- Lőcsei Jenő balettművész
- Pattantyús Anikó táncos
- Petró János karmester
- Szabados György zeneszerző, zongoraművész

### 1982
- Gulyás Dénes operaénekes
- Hargitai Zsuzsa táncos
- Nagy Ferenc karmester
- Polgár László operaénekes
- Sztevanovity Zorán énekes, zenész
- Tillai Aurél karnagy
- Tóth Ferenc karnagy

### 1981
- Czidra László blockflöte-művész
- Csengery Adrienne operaénekes
- Dőry Zoltán hegedűművész
- Fellegi Ádám zongoraművész
- Gáti István operaénekes
- Pászthy Júlia operaénekes
- Reményi János karnagy
- Vajda József fagottművész

### 1980
- B. Nagy János operaénekes
- Geiger György trombitaművész
- Jandó Jenő zongoraművész
- Matuz István fuvolaművész
- Szőnyi Nóra balettművész
- Tokody Ilona operaénekes

### 1979
- Fábián Márta cimbalomművész
- Sebestyén Katalin balettművész
- Takács Klára operaénekes
- Vargha Róbert operaénekes

### 1978
- Erdélyi Sándor balettművész
- Karizs Béla operaénekes
- Kincses Veronika operaénekes
- Králik János zongoraművész, karmester
- Németh József operaénekes
- Párkai István karnagy
- Pege Aladár nagybőgős
- Pongor Ildikó balettművész

### 1977
- Gyermán István hegedűművész
- Hidi Péter hegedűművész
- Jablonkay Éva operaénekes
- Keveházi Gábor balettművész
- Koncz Zsuzsa énekesnő, előadóművész
- Kováts Kolos operaénekes
- Onczay Csaba gordonkaművész
- Pődör Béla karnagy
- Schiff András zongoraművész
- Zsolnai Hédi énekesnő

### 1976
- Béres Ferenc énekes
- Ercse Margit operaénekes, II. fokozat
- Falvay Sándor zongoraművész
- Lantos István zongoraművész
- Medveczky Ádám karmester, I. fokozat
- Nagy Zoltán balettművész, II. fokozat
- Sass Sylvia operaénekes, I. fokozat
- Uhrik Teodóra balettművész

### 1975
- Czakó Mária operaénekes, II. fokozat
- Csarnóy Katalin balettművész, II. fokozat
- Hetényi János balettművész, koreográfus
- Kalmár Magda operaénekes, II. fokozat
- Meizl Ferenc klarinétművész, I. fokozat
- Mészöly Katalin operaénekes
- Miller Lajos operaénekes, I. fokozat
- Perlusz Sándor balettművész
- Szabady József operaénekes
- Ugrin Gábor karnagy
- Vásárhelyi Sándor táncos, koreográfus

### 1974
- Csapó Károly népdalénekes, etno-muzikológus
- Gaál Éva, balettművész, II. fokozat
- Gregor József operaénekes
- Kasza Katalin operaénekes, I. fokozat
- Lehotka Gábor orgonaművész
- Lubik Hédy hárfaművész
- Metzger Márta balettművész
- Pál Tamás karmester
- Réti Csaba operaénekes
- Sebestyén János csembaló- és orgonaművész, II. fokozat
- Sudlik Mária operaénekes, I. fokozat
- Szendrey-Karper László gitárművész
- Tóth Sándor balettművész

### 1973
- Begányi Ferenc operaénekes, II. fokozat
- Breitner Tamás karmester
- Kocsis Zoltán zongoraművész, karmester, zeneszerző, II. fokozat
- Kotlári Olga énekes
- Kovács Eszter operaénekes, I. fokozat
- Melis György operaénekes
- Pászti Miklós karnagy, zeneszerző
- Ránki Dezső zongoraművész, II. fokozat
- Sajti Sándor táncos
- Sterbinszky László balettművész, III. fokozat
- Szebenyi János fuvolaművész
- Szegedi Anikó zongoraművész
- Tibay Kriszta operaénekes
- Dr. Turpinszky Béla operaénekes, I. fokozat

### 1972
- Barth István fuvolaművész
- Berdál Valéria operaénekes
- Kardos Pál karnagy
- Kiss Gyula zongoraművész
- Korondi György operaénekes
- Kovács Lóránt fuvolaművész
- Lajos Attila fuvolaművész
- Mihály András karmester, zeneszerző, gordonkaművész
- Pártay Lilla balettművész
- Sapszon Ferenc karnagy
- Sólyom-Nagy Sándor operaénekes, I. fokozat
- Tátrai Vilmos hegedűművész

### 1971
- Baross Gábor karnagy
- Bogár Richárd táncos, koreográfus
- Kis István karnagy
- Molnár Lajos táncos, koreográfus
- Palcsó Sándor operaénekes, I. fokozat
- Pongrácz Péter oboaművész, I. fokozat
- Sík Ferencné Varga Erzsébet táncművész
- Szabó Csilla zongoraművész
- Szalatsy István karmester

### 1970
- Czigány György költő, író, szerkesztő
- Csifó Ferenc
- Devich János gordonkaművész
- Fias Gábor brácsaművész
- Forgách József balettművész
- Handel Edit balettművész
- Horváth Eszter operaénekes
- Kékesi Mária balettművész
- Lantos Rezső karnagy
- Németh Gyula karmester
- Oberfrank Géza karmester
- Perényi Miklós gordonkaművész
- Sebestyén Ernő hegedűművész
- Szabó Tamás zenész
- Ütő Endre operaénekes

### 1969
- Andor Éva operaénekes
- Görgei György karmester
- Gyimesi Kálmán operaénekes
- Sándor Frigyes karmester, hegedűművész
- Szűcs Loránt zongoraművész
- Szumrák Vera balettművész

### 1968
- Ágai Karola operaénekes, I. fokozat
- Menyhárt Jacqueline balettművész, II. fokozat
- Mező László gordonkaművész, II. fokozat
- Sziklay Erika énekművész
- Szirmay Márta opera- és dzsesszénekes, II. fokozat
- Szőnyi Ferenc operaénekes, II. fokozat
- Tréfás György operaénekes
- Tusa Erzsébet zongoraművész
- Vadas Kiss László operaénekes

### 1967
- Bartha Alfonz operaénekes, I. fokozat
- Barlay Zsuzsa operaénekes, II. fokozat
- Borbély Gyula karmester
- Déry Gabriella operaénekes, I. fokozat
- Medveczky András
- Sándor János karmester
- Szabó Miklós énekes
- Tóth Béla karvezető
- Tarjáni Ferenc kürtművész
- Zámbó István karnagy

### 1966
- Antal György karmester, karnagy
- Bende Zsolt operaénekes
- Botka Valéria és Csányi László karnagyok, a Magyar Rádió Gyermekkórusa alapítói
- Dózsa Imre balettművész
- Illés Éva
- Maklári József karmester
- Mura Péter karmester
- Pálos Imre operaénekes
- Sinkó György operaénekes

### 1965
- Bartók vonósnégyes
- Bódy József operaénekes
- Karikó Teréz operaénekes
- Kishegyi Árpád operaénekes
- Lukács Ervin karmester
- Marczis Demeter operaénekes
- Paulusz Elemér karmester
- Tarjáni Ferenc kürtművész

### 1964
- Borbély Gyula karmester
- Bretus Márta balettművész
- Komlóssy Erzsébet operaénekes
- Kovács Béla klarinétművész
- Marsay Magda operaénekes
- Palócz László operaénekes
- Sipeki Levente balettművész
- Tóth Sándor balettművész, koreográfus
- Turján Vilma operaénekes
- Ugray Klotild balettművész

### 1963
- Blum Tamás karmester
- Bródy Tamás karmester, I. fokozat
- Hankiss Ilona énekesnő
- Harmath Éva operaénekes
- Házy Erzsébet operaénekes
- Palcsó Sándor operaénekes, III. fokozat
- Révész László karnagy
- Róna Viktor balettművész
- Zempléni Kornél zongoraművész

### 1962
- Berdál Valéria operaénekes
- Eck Imre balettművész
- Havas Ferenc balettművész
- Ilosfalvy Róbert operaénekes
- Lehel György karmester
- Nemes Katalin zongoraművész
- Szendrey-Karper László gitárművész
- Szőnyi Olga operaénekes
- Ungár Imre zongoraművész

### 1961
- Kocsis Albert hegedűművész
- László Margit operaénekes
- Mikó András operarendező
- Orosz Adél balettművész
- Réti József operaénekes
- Szabó Zsuzsa zongoraművész
- Szalma Ferenc operaénekes
- Weiner vonósnégyes II. fokozat

### 1960
- Birkás Lilian operaénekes
- Erdélyi Miklós karmester
- Faragó András operaénekes
- Fejér György karmester
- Fülöp Viktor balettművész
- Kun Zsuzsa balettművész

### 1959
- Bächer Mihály zongoraművész
- Dénes Vera gordonkaművész
- Gabos Gábor zongoraművész, II. fokozat
- Gulyás György karnagy, I. fokozat
- Melis György operaénekes
- Moldován Stefánia operaénekes
- Szecsődi Irén operaénekes, II. fokozat
- Virágos Mihály énekes

### 1958
- Balogh Éva operaénekes
- Frankl Péter zongoraművész
- Gergely Ferenc orgonaművész, III. fokozat
- Kórodi András karmester, I. fokozat
- Kovács Dénes hegedűművész, I. fokozat

### 1957
- Kovács Imre fuvolaművész
- Pallagi János hegedűművész, III. fokozat
- Pécsi Sebestyén orgonaművész
- Petri Endre zongoraművész
- Solymos Péter zongoraművész
- Wehner Tibor zongoraművész

### 1956
- Berei Mária
- Blum Tamás karmester
- Cziffra György (zongoraművész) zongoraművész
- Joviczky József operaénekes
- Littasy György operaénekes
- Szabó Miklós operaénekes
- Losonczy Andor zongoraművész

### 1955
- Darázs Árpád karnagy
- Forrai Miklós karnagy, karmester
- Hajdu István zongoraművész
- Jeney Zoltán fuvolaművész
- Lehel György karmester
- Tiszay Magda operaénekes, I. fokozat

### 1954
- Andor Ilona karnagy
- Antal István zongoraművész
- Bántay Tivadar oboaművész
- Dénes Vera gordonkaművész
- Jámbor László operaénekes, II. fokozat
- Lakatos Sándor cigányprímás
- Melis György operaénekes
- Ónozó János kürtművész, III. fokozat
- Zempléni Kornél zongoraművész
- Budapesti Fúvósötös: Balassa György, Hara László, Jeney Zoltán, Ónozó János, Szeszler Tibor

### 1953
- Bächer Mihály zongoraművész
- Garay György hegedűművész
- Melles Károly karmester
- Radnai Gábor hegedűművész
- Sándor Judit operaénekes
- Schneider Hédy zongoraművész
- Takács Paula operaénekes, II. fokozat
- Váradi László

### 1952
- Gyurkovics Mária operaénekes, I. fokozat
- Komor Vilmos karmester, II. fokozat
- Kórodi András karmester, I. fokozat
- Kovács Dénes hegedűművész
- Mihály Ferenc gordonkaművész
- Sebők György zongoraművész
- Szecsődi Irén operaénekes, II. fokozat
- Tátrai-vonósnégyes
- Udvardy Tibor operaénekes